# Ear Candy
Albums de King's X
Dogman
(1994) Best of King's X
(1997)
Singles
1. Sometimes (promo)
Sortie : 1996
2. A Box
Sortie : 1996
3. Looking for Love (promo)
Sortie : 1996

Ear Candy est le sixième album studio du groupe de hard rock américain, King's X. Il est sorti le 20 mai 1996 sur le label Atlantic Records et a été produit par le groupe et Arnold Lani.

## Liste des titres
- Tous les titres sont signés par le groupe

1. "The Train" – 3:08
2. "(Thinking and Wondering) What I'm Gonna Do" – 3:41
3. "Sometime" – 3:47
4. "A Box" – 4:39
5. "Looking for Love" – 2:58
6. "Mississippi Moon" – 3:11
7. "67" – 4:41
8. "Lies in the Sand (The Ballad of...)" – 3:53
9. "Run" – 3:27
10. "Fathers" – 3:21
11. "American Cheese (Jerry's Pianto)" – 2:54
12. "Picture" – 5:34
13. "Life Going By" – 4:04
14. "Freedom" (Japanese bonus track) - 3.33

## Musiciens
King's X
- Doug Pinnick: chant principal, basse
- Ty Tabor: guitares, chant
- Jerry Gaskill: batterie, percussions, chant

musiciens additionnels
- Glen Phillips: chant sur A Box
- Arnold Lanni, Brian Garcia, & Toni Flores: percussions

Charts album
| Pays       | Durée du classement | Meilleur classement |
| ---------- | ------------------- | ------------------- |
| États-Unis | 1 semaine           | 105e                |
| Suède      | 1 semaine           | 52e                 |